# Льюис, Эндрю Линдсей
Эндрю Линдсей «Дрю» Льюис мл. (англ. Andrew Lindsay "Drew" Lewis Jr.; 3 ноября 1931, Брумол, штат Пенсильвания, США — 10 февраля 2016, Прескотт, штат Аризона, США) — американский бизнесмен и государственный деятель, министр транспорта США (1981—1983).

## Биография

### Образование и начало карьеры
После посещения средней школы в Норристауне, он учился в Хаверфордском колледже и получил в 1953 г. степень бакалавра наук (B.S.). В 1955 г. окончил аспирантуру Гарвардской школы бизнеса с присвоением степени магистра делового администрирования (MBA). Кроме того, он закончил также аспирантуру Массачусетского технологического института.
В 1950-х гг. занимал ряд должностей в компании Henkels and McCoy, Inc. В 1960-х гг. перешел в компанию по производству гипсокартона National Gypsum Company, став её председателем в 1969 г. С 1972 по 1974 гг. занимал пост президента и главного исполнительного директора в Snelling and Snelling, Inc., в 1971 г. был назначен в качестве доверительного управляющего при банкротстве для железнодорожной компании Reading, руководил мероприятиями по её успешной реорганизации и выведения из банкротства в 1980 г.

### Политическая карьера
С 1974 по 1981 гг. возглавлял бизнес-консалтинговую фирму Lewis and Associates. Вошел в большую политику через своего друга, влиятельного республиканца Ричарда Швайкера. Однако, ещё в 1960-х и 1970-х гг. проявил себя на региональном уровне, был членом окружного комитета, председателем финансового комитета Республиканской партии штата Пенсильвания. В 1974 г. был выдвинут кандидатом от Республиканской партии на пост губернатора штата Пенсильвании, но потерпел поражение от демократа Милтона Шаппа. В ходе предвыборной кампании республиканцев в 1976 г. поддержал в качестве кандидата от партии действующего президента Джеральда Форда, а не губернатора Калифорнии Рональда Рейгана, хотя кандидатом на пост вице-президента от последнего выступил Ричард Швайкер. В 1950 г. Рейган вспомнил о принципиальности политика и утвердил его руководителем штаба его избирательной кампании в штате Пенсильвания.
После победы республиканского кандидата, в январе 1981 г. был назначен президентом Рейганом на должность министра транспорта США. Этот пост он занимал до 1 февраля 1983 г. На этом посту сумел нейтрализовать забастовку авиадиспетчеров, заявив, что, если они не выйдут на работу, то будут уволены в массовом порядке. В 1982 г. был принят «Закон о содействии поддержке транспортной инфраструктуры» (Surface Transportation Assistance Act), который предусматривал отчисления на её поддержание и развитие, в том числе за счет повышения акцизов на бензин. Также политик некоторое время являлся заместителем председателя Национального комитета Республиканской партии.

### Бизнес-карьера
После ухода в отставку снова занялся бизнесом. В 1983 г. он становится председателем совета директоров и генеральным директором компании Warner-Amex Cable Communications (WACCI), совместном предприятием Warner Communications и American Express. В 1986 г. он был назначен главным исполнительным директором в железнодорожной компании Union Pacific Railroad, а затем в 1997 г. генеральный директор, президент (начиная с 1986 г.) и председатель правления железнодорожной компании Union Pacific Corporation. Находился на этом посту до 1997 г.
Кроме того, с 1986 по 2000 гг. он являлся членом совета директоров American Express, а также членом правления Campbell Soup Company, Ford Motors, Lucent Technologies, MTV Networks. C 1989 г. был членом совета директоров телекоммуникационной корпорации AT&T, а с 1995 г. — медиахолдинга Gannett.

### Дополнительные факты
В 1986 г. был удостоен звания почетного доктора своей альма-матер — Хаверфордского колледжа. Однако многие преподаватели воспротивились такому решению, поскольку не разделяли его жестких действий против бастовавших авиадиспетчеров. В конечном итоге он отказался от этого звания, заявив, что уважает традицию, связанную с его присуждением на основе консенсуса.
Несколько раз арестовывался за вождение под воздействием психоактивных веществ и алкогольного опьянения. В 1995 и 2001 гг. был вынужден проходить курсы лечения от зависимостей в медицинских клиниках.